# M103号線 (クロアチア)
クロアチア鉄道M103号線 (クロアチア語: Željeznička pruga M103) はクロアチア共和国のドゥゴ・セロとノヴスカを結ぶ路線である。ドゥゴ・セロ駅ではザグレブ方面（M102号線）およびブダペスト方面（M201号線）、ノヴスカ駅ではシサク方面（M104号線）およびベオグラード方面（M105号線）に接続する。

## 概要
全長は83.405kmであり、全線が複線、交流50Hz 25kVで電化されている。汎ヨーロッパ回廊の10号線（ザルツブルク - リュブリャナ - ザグレブ - ベオグラード - ニシュ - スコピエ - ヴェレス - テッサロニキ）の一部を形成する。
1919年から1977年にかけてはオリエント急行が当線を経由していた。

## 列車
ベオグラード - ザグレブ - リュブリャナ間を結ぶ国際列車が当線を経由する。国内列車も設定されている。